# Kiếm Các
Kiếm Các (chữ Hán giản thể: 剑阁县, Hán Việt: Kiếm Các huyện) là một huyện thuộc địa cấp thị Quảng Nguyên, tỉnh Tứ Xuyên, Cộng hòa Nhân dân Trung Hoa. Kiếm Các là địa danh cổ Trung Quốc. Huyện này nằm ở rìa phía bắc của Tứ Xuyên, là địa phương kết nối giao thông quan trọng Tứ Xuyên và Cam Túc. Kiếm Môn Quan nằm ở trong một công lâm viên của huyện này. Thời Tam Quốc, đại tướng Tào Ngụy Chung Hội và Đặng Ngải tấn công Thục Hán, đại tướng Thục Hán là Khương Duy từ Đạp Trung đưa quân quay về Kiếm Các để chống lại Chung Hội, Đặng Ngải thừa cơ đưa quân từ Âm Bình qua Văn huyện của Cam Túc và leo qua đỉnh núi tại Thanh Xuyên đáp úp ải Giang Du, tiến đến lấy Thành Đô, A Đẩu và quần thần phải ra hàng, kết thúc Thục Hán.